# Ersgrundet
Ersgrundet (finska: Erskrunni) är en ö i Finland.   Den ligger i kommunen Sastmola i den ekonomiska regionen  Björneborg  och landskapet Satakunta, i den sydvästra delen av landet, 260 km nordväst om huvudstaden Helsingfors.